# Zunda Towers
Les Zunda Towers (en letton : Zunda torņi), auparavant Z-Towers, sont deux gratte-ciel situés dans le quartier d'Āgenskalns à Riga en Lettonie. 

## Présentation
Les tours Zunda sont deux tours construites sur la rive droite du fleuve Daugava, sur le  canal Zunds, d'où elles tirent leur nom. 
L'ensemble se compose de deux tours cylindriques de taille légèrement différente, chacune comptant une trentaine d'étages.
- Zunda Tower South, 123 m de hauteur, 32 étages. C'est le plus haut gratte-ciel de Riga et de la Lettonie.
- Zunda Tower North, 117 m de hauteur, 31 étages.

La construction s'est déroulée de 2006 à 2017. 
Les tours abritent des bureaux, des logements, et un hôtel.
Les architectes sont l'agence NRJA/Uldis Lukševics et l'Allemand Helmut Jahn de l'agence américaine Murphy/Jahn.
Le complexe s'appelait à l'origine Z-Towers, mais en mars 2022, le nom a été changé en Zunda Towers afin qu'il n'évoque pas d'associations avec le symbole Z de l'invasion russe de l'Ukraine,.

### Articles  connexes
- Liste des plus hauts gratte-ciel de l'Union européenne
- Liste des plus hauts gratte-ciel d'Europe